# Nabopolasar
Nabopolasar (akadsko Nabû-apal-uṣur) je bil prvi kaldejski kralj, ki je vladal od 626 pr. n. št. do 605 pr. n. št., * okoli 658 pr. n. št., † 605 pr. n. št.
Kaldejsko kraljestvo je bolj znano kot Babilon. Leta 625 pr. n. št. se je končala asirska nadvlada nad Babilonom, ki je trajala 200 let. Zadnji vplivni asirski kralj Asurbanipal je okoli leta 627 pr. n. št. umrl.
Oslabljeni Asirci se niso več mogli braniti pred Medijci. Njihov kralj Kjaksar je leta 614 pr. n. št. z Nabopolasarjevo pomočjo porušil nekdanjo asirsko prestolnico Ašur, leta 612 pr. n. št. pa sta zavzela glavno mesto Ninive. Nabopolasar je nadzoroval Ninive in leta 609 pr. n. št. uničil preostanke asirskega imperija.
Nabopolasar se je v letih od 610 pr. n. št. do 605 pr. n. št. spustil v vojno z Egiptom. Leta 605. pr. n. št. je njegov sin Nebukadnezar II. v bitki pri Karkemišu malo pred očetovo smrtjo premagal Egipčane pod kraljem Nehom II.
Nebukadnezar se je po bitki umaknil in nasledil očeta na prestolu Babilonskega kraljestva.